# Wolf Stephenson
Gerald „Wolf“ Stephenson (* 24. August 1943 in Columbia, Mississippi, USA) ist ein US-amerikanischer Musikproduzent, Songwriter und Labelbetreiber.
Stephenson erwarb 1966 einen Abschluss in Pharmazie an der University of Mississippi und arbeitete bis 1969 als angestellter Apotheker. 1967 schloss er sich seinem Studienkollegen Tommy Couch – mit dem er bereits während des Studiums Konzerte veranstaltet hatte – und dessen Schwager Mitchell Malouf an, nachdem diese Malaco Records mit einem Aufnahmestudio in Jackson (Mississippi) gegründet hatten. Nach dem Ausscheiden von Malouf 1974 wurde das Unternehmen von Couch und Stephenson weitergeführt.
Zu den Alben, die Stephenson produzierte oder mitproduzierte, gehören Down Home von Z. Z. Hill (1982), I’ll Do Anything for You von Latimore (1983), Good Love! von Johnnie Taylor (1996), Guitar Man von Little Milton (2002), Blues at Midnight von Bobby „Blue“ Bland (2003) und etliche mehr.
Songs, die Stephenson schrieb oder mitschrieb, finden sich unter anderem auf den Alben Wall to Wall von Johnnie Taylor (1986), Different Shades of Blue von Artie „Blues Boy“ White (1994), The Truth According to Ruthie Foster von Ruthie Foster (2009), und weiteren.
2016 wurde Wolf Stephenson zusammen mit Tommy Couch in der Kategorie „Non-Performer“ in die Blues Hall of Fame aufgenommen.